# 844 трасса штата (Невада)
844 трасса штата Невада (англ. Nevada State Route 844; SR 844) — автомагистраль штата длиной 19,826 км в центральной части штата Невада, в США. Трасса следует по Айона-роуд, соединяя 361 трассу штата Невада с парком штата Берлин — Ихтиозавр. Ранее автомагистраль была известна как 91 трасса штата Невада, которая простиралась дальше на северо-восток до Айоны.

## Описание маршрута

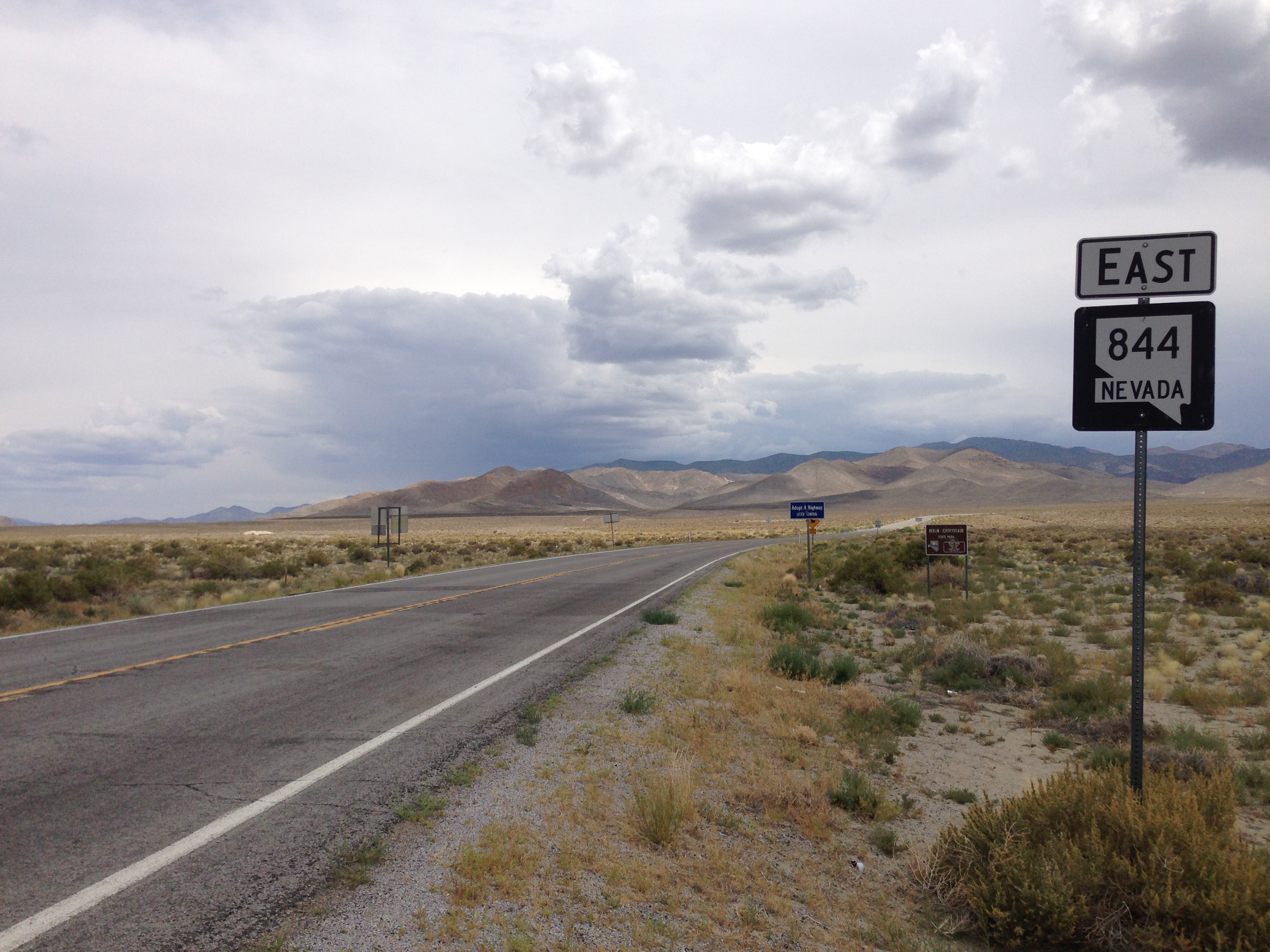
Первый знак в начале трассы на востоке

Трасса начинается на перекрестке с Габс-Валлей-Роуд на 361 трассе штата Невада примерно в 3,2 км к северу от поселения Габс. Отсюда маршрут ведёт на восток, проходя через небольшой участок национального леса Гумбольдт — Тойяби. Автомагистраль, обслуживаемая штатом, заканчивается в долине Айона в 3,2 км к востоку от границы этого национального леса. Дорога после окончании SR 844 ведёт в парк штата Берлин — Ихтиозавр и проходит недалеко от поселения Берлин, а также обеспечивает связь с малым городом Айона.

## История
Маршрут SR 844 впервые появился на картах штата в 1960 году под названием 91 трасса штата — SR 91. Этот маршрут представлял собой градуированную дорогу от 23 трассы штата (ныне SR 361) к северу от поселения Габс и далее 4,8 км на восток до рудника Айрон-Стейкс. Оттуда маршрут ещё 21 км тянулся на восток по грунтовой дороге в сторону парка штата Ихтиозавров, прежде чем поворачивал на север и 11 км вёл до Айоны. К 1968 году всё шоссе от западной конечной остановки до поворота в парк штата было выровнено. К 1973 году участок был заасфальтирован. Маршрут был изменен в 1976 году при изменении нумерации системы автомобильных дорог штата Невада. SR 91 был перенумерован как 844 трасса штата Невада 1 июля 1976 года. Новый номер впервые был показан на карте автомобильных дорог штата 1978—1979 годов.